# Yves Duhaime
Pour les articles homonymes, voir Duhaime.
Yves Duhaime, né le 27 mai 1939 à Chicoutimi, est un avocat et homme politique québécois. Il est député péquiste de Saint-Maurice de 1976 à 1985.

## Biographie

### Jeunesse et études
Né à Chicoutimi, le 27 mai 1939 (fils de Gabriel Duhaime, bibliothécaire, et de Rose-Émilie Gauthier), il fit ses études à l'école Saint-Sacrement et au séminaire Sainte-Marie à Shawinigan, à l'Université McGill à Montréal où il fut licencié en droit, puis à l'Institut des sciences politiques de Paris où il obtint un diplôme en relations internationales. Après avoir suivi un cours d'officier à l'école royale d'artillerie à Picton en Ontario, il a obtenu le grade de capitaine-adjudant.
Il est, en 1964, président du Mess des officiers au 62e régiment d'artillerie de campagne à Shawinigan.

### Avocat
Admis au barreau de la province de Québec en juin 1963, il exerça sa profession à Shawinigan et à Grand-Mère de 1963 à 1966, puis à Shawinigan de 1969 à 1977. Il est propriétaire d'une ferme d'élevage de bovins pur-sang.

### Politique
Candidat du Parti québécois défait dans Saint-Maurice en 1970 et 1973. Conseiller municipal de Saint-Jean-des-Piles du 6 novembre 1974 au 7 juillet 1976. Président régional du Parti québécois de 1974 à 1977 et président du même parti dans Saint-Maurice en 1975 et 1976. Élu député du Parti québécois dans Saint-Maurice en 1976. Réélu en 1981. Ministre du Tourisme, de la Chasse et de la Pêche dans le cabinet Lévesque du 26 novembre 1976 au 21 septembre 1979. Ministre de l'Industrie, du Commerce et du Tourisme, du 21 septembre 1979 au 30 avril 1981. Ministre de l'Énergie et des Ressources du 30 avril 1981 au 27 novembre 1984. Ministre des Finances dans le cabinet Lévesque du 27 novembre 1984 au 3 octobre 1985 et dans le cabinet Pierre-Marc Johnson du 3 au 16 octobre 1985. Il ne s'est pas représenté en 1985.

### Après la politique
Est retourné à la pratique du droit. Fut expert-conseil dans le secteur économico-industriel chez Lavalin inc. Nommé au conseil d'administration de la Banque du Canada en septembre 1986. Expert-conseil, à son compte, à la compagnie Dura inc. à Montréal à partir de janvier 1986. Fut membre du conseil d'administration de Natrel en 1991, puis président et chef de la direction de la même société du 21 avril 1992 au 28 octobre 1994. Propriétaire d'une exploitation agricole. Membre du conseil d'administration du journal Le Devoir et nommé président en janvier 2002. Président du Groupe Énergie Inc. depuis octobre 2001 jusqu'au 9 octobre 2004.
Président du Conseil pour la souveraineté du Québec en 1995. Candidat défait à la chefferie du Bloc québécois le 15 mars 1997. Candidat du Bloc québécois défait dans Saint-Maurice aux élections fédérales de 1997. Il a aussi été candidat du Bloc Québécois dans la circonscription de Saint-Maurice contre Jean Chrétien, député sortant et premier ministre du Canada. Chrétien a été réélu avec 47 % des voix mais Duhaime a fait belle figure en recueillant 44 % de celles-ci.
Yves Duhaime a aussi été candidat au poste de maire de la ville de Shawinigan en 2009 mais a terminé second en recueillant 29 % des votes contre Michel Angers, élu avec 55 % des voix.

Vie personnelle
Il est le père de deux garçons: Matthieu et Vincent. Son épouse se nomme Lise Racine. 